# Горж-дю-Тарн
Горж-дю-Тарн (фр. Gorges du Tarn) — ущелье на горном плато Кос Межан (фр.) в департаменте Лозер на юге Франции. Часть ущелья находится на территории департамента Аверон.
По дну ущелья протекает река Тарн. Геологически Горж-дю-Тарн делит горное плато на два коса — Кос Межан и Кос-де-Советер  (fr:Causse de Sauveterre), сложенные известняковыми породами. Длина ущелья — от коммуны Кезак (фр.) до Ле-Розье (фр.) — составляет 53 км, глубина — до 500 м.
Ущелье популярно среди туристов, а также среди альпинистов, спелеологов и каноистов. Среди достопримечательностей ущелья — разрушенный замок Кастельбук.